# Mut'ah

En symbol för giftermål i genealogi.

Mut'ah eller nikah al-mut'ah (arabiska: زواج المتعة), eller sigheh (persiska: صیغه ، ازدواج موقت), bokstavligen njutningsäktenskap, är ett tidsbegränsat, religiöst giftermål inom islam och är en tradition som går att finna långt tillbaka i arabisk tradition, före profeten Muhammeds tid. Enligt de olika traditionerna inom islam har Muhammeds inställning till mut'ah tolkats på olika sätt. 

## I haditherna
I Sahih Muslim har det nämnts att Muhammed förbjöd temporärt giftermål. Det står i samma bok att Jabir ibn Abdullah sa att de gjorde mut'ah under profetens livstid och att Umar efter det förbjöd dem att göra det. I samma bok står det även att Jabir ibn Abdullah sa att de gjorde mut'ah under Guds sändebuds, Abu Bakrs och Umars tid.
I Tafsir al-Qurtubi har det i koppling till koranversen 4:24 återberättats från Ibn Abbas som sa att mut'ah inte var någonting annat än en barmhärtighet från Gud, den Upphöjde, med vilken Han visade barmhärtighet mot tjänarna. Om Umar inte hade förbjudit det skulle inte någon begå otukt förutom en eländig person. En liknande återberättelse finns i boken al-Durr al-Manthur där det i koppling till samma koranvers återberättats från Ali att han sa att om inte Umar hade förbjudit mut'ah skulle ingen begå otukt förutom en eländig person.
I Sahih al-Bukhari har det nämnts att Ali uttryckte att han accepterade mut'ah (i detta fall hajj al-tamattu' och inte tidsbegränsat giftermål) och sa att han inte skulle lämna profetens tradition på grund av någon annans uttalande i relation till att Uthman förbjöd det.

## Enligt sunniislam
Den mest spridda sunnitiska versionen är att Muhammed tillfälligt accepterade tillfälliga giftermål för de soldater som var ute och krigade i islams namn. Därefter förbjöd han detta giftermål. Inom sunnitisk islam förekommer "nikah misyar" vilket är arabiska för "reseäktenskap". 

## Enligt shiaislam
Den shiitiska versionen är att den andra kalifen Umar ibn al-Khattab förbjöd mut'ah efter Muhammeds död år 632. Den shiitiska traditionen erkänner inte Umar som kalif och accepterar därför inte förbudet. Shiamuslimer anser också att eftersom Muhammed hade accepterat det som tillåtet kan inte Umar göra det otillåtet. I enlighet med denna inriktning kan en man ta till sig obegränsat många fruar (dock aldrig två systrar samtidigt), så länge det är under en viss tidsbegränsning. Dock kan kvinnan endast ha en tillfällig make åt gången och ifall hon är oskuld krävs faderns medgivande. Den vanliga idda-perioden förkortas ned till två menscyklar och eventuella avkommor tillfaller fadern. Enligt shiitisk tradition har mut'ah sin grund i Koranen (4:24). Bernströms översättning av vers 4:24 är enligt nedan:
[Ni får inte närma er] gifta kvinnor utom sådana som ni rättmätigt besitter - detta är vad Gud föreskriver för er. Med dessa undantag får ni vända er till varje kvinna, som ni vill leva samman med i ett regelrätt äktenskap, inte i ett löst förhållande, och erbjuda henne något av er egendom. Och liksom ni vill njuta av vad [er hustru] skänker er skall ni ge henne den föreskrivna brudgåvan; men ni kan inte klandras om ni efter att ha fullgjort vad som är föreskrivet kommer överens om något [vid sidan därom]. Gud är allvetande, vis.
I denna vers har ordet istamta'tum använts, vilket Bernström har översatt till "ni vill njuta". Samma verb har använts för att beskriva temporärt giftermål i bland annat böckerna Sahih Muslim och Muwatta Malik.

## I modern tid
Företeelsen Mut'ah fick stor uppmärksamhet i Sverige 2004 genom Nahid Persson Sarvestanis dokumentär Prostitution bakom slöjan som beskrev hur religiösa företrädare i Iran med denna typ av tillfälliga äktenskap legitimerade kortvariga sexuella förbindelser med prostituerade.
År 2019 fick ayatolla Sistanis kontor frågor från BBC-korrespondenten Nawal al-Maghafi angående temporärt giftermål. Enligt första frågan beskrevs det att två imamer i Irak tog emot pengar för att hjälpa till med att kvinnor skulle gifta sig temporärt, och att det ansågs vara sexhandel. Sistanis kontor svarade att ifall sådana handlingar existerade så fördöms de och avvisas, och att sanna följare till den religiösa auktoriteten inte skulle begå sådana handlingar.
Vid en granskning 2022 gjord av redaktionen för Uppdrag granskning lät man en kvinnlig medarbetare kontakta 26 olika shiamuslimska församlingar i Sverige och utge sig för att ha varit i ekonomisk nöd och bett om att få hjälp med att gifta sig tillfälligt i utbyte mot pengar. Vid granskningen tog 4 församlingar avstånd från upplägget, 7 sade sig känna till det men ville inte själva medverka, medan 15 företrädare sade ja till att förrätta "njutningsäktenskap".
I granskningen bedömde företrädare för polis och rättsväsende att både den som betalar och den som viger riskerar att främja ett sexköp och därmed kan bli misstänkt för koppleri.

## Kritik
Mut'ah är förbjudet inom såväl flera rättsskolor som i lagstiftning i flera länder med muslimsk lagstiftning. Förekomsten har inom rättsutövningen beskrivits som en form av institutionaliserad prostitution.